# Відкритий чемпіонат США з тенісу 1971
Відкритий чемпіонат США з тенісу 1971 проходив з 1 по 12 вересня 1971 року на трав'яних кортах району Форрест-Гіллс, Квінз. Нью-Йорк. Це був четвертий турнір Великого шолома календарного року.

## Огляд подій та досягнень
Стен Сміт виграв свій перший титул Великого шолома в одиночному розряді. Ця одиночна перемога на чемпіонаті США залишилася для нього єдиною.
Біллі Джин Кінг здобула свій 6-й одиночний титул Великого шолома, 2-й у Відкриту еру й другий на кортах Нью-Йорка.
Джон Ньюкомб виграв 12-й парний грендслем, 6-й у Відкриту еру і другий титул чемпіона США, а його партнер Роджер Тейлор переміг у турнірі Великого шолома вперше.
У змаганні жіночих пар Розі Касалс виграла 6-й титул Великого шолома, 4-й у Відкриту еру й 2-й титул парної чемпіонки США. Тегарт-Далтон здобула 8-й парний титул Великого шолома, який був для неї останнім, 5 з цих титулів вона вигравала у Відкриту еру. У США вона перемогла вдруге.

## Результати фінальних матчів

### Дорослі
| Одиночний розряд. Чоловіки Детальніше |                           |                         |
| Стен Сміт                             | Ян Кодеш                  | 3–6, 6–3, 6–2, 7–6      |
|                                       |                           |                         |
| Одиночний розряд. Жінки Детальніше    |                           |                         |
| Біллі Джин Кінг                       | Розмарі Касалс            | 6–4, 7–6                |
|                                       |                           |                         |
| Парний розряд. Чоловіки Детальніше    |                           |                         |
| Джон Ньюкомб Роджер Тейлор            | Стен Сміт Ерік ван Діллен | 6–7, 6–3, 7–6, 4–6, 7–6 |
|                                       |                           |                         |
| Парний розряд. Жінки Детальніше       |                           |                         |
| Розмарі Касалс Джуді Тегарт Дальтон   | Гейл Шанфро Франсуаз Дюрр | 6–3, 6–3                |
|                                       |                           |                         |
| Мікст Детальніше                      |                           |                         |
| Біллі Джин Кінг Овен Девідсон         | Бетті Стеве Роберт Мод    | 6–3, 7–5                |
|                                       |                           |                         |

## Виноски
1. ↑  1991 US Open – Men's Singles. ATP. Архів оригіналу за 7 квітня 2014. Процитовано 14 серпня 2018.
2. 1 2 3  1971 US Open (PDF). WTA. Архів оригіналу (PDF) за 1 травня 2014. Процитовано 14 серпня 2018.
3. ↑  1971 US Open – Men's Doubles. ATP. Архів оригіналу за 7 квітня 2014. Процитовано 14 серпня 2018.